# Вёртное (остановочный пункт)
Вёртное — пассажирская платформа (бывший железнодорожный разъезд) на линии железной дороги Брянск — Сухиничи Киевского направления Московской железной дороги. Находится в Думиничском районе Калужской области.

## История
Железнодорожный разъезд Вёртное открыт в 1929 году. Своё название он получил от села Вёртное, расположенное в 4 км от разъезда.
У разъезда были построены дом для начальника разъезда и несколько бараков для железнодорожников, так образовался населенный пункт Вёртное.
После освобождения от немецко-фашистских оккупантов, с 28 марта 1942 года и до 4 апреля (когда было восстановлено движение до ст. Думиничи) являлся пунктом разгрузки составов с подкреплением, военными грузами и продовольствием для наступающей Красной Армии.
С 7 апреля 1942 по июль 1943 был местом дислокации 21-го ОДБП (отдельного дивизиона бронепоездов) 16-й армии. Рядом с разъездом располагалась армейская база № 15.
Разъезд Вёртное имел большое значение во второй половине 1960—х и начале 1970-х гг. как остановка электропоездов, которой пользовались жители сёл и деревень Вёртное, Боброво, Усты, Дяглево, Александровка. После открытия остановки в Вёртном (платформа 280-й км, 1972 год) и строительства трассы Москва-Киев (1976) пассажирооборот разъезда уменьшился.

## Деятельность
Посадка и высадка пассажиров на (из) поезда пригородного и местного сообщения. Прием и выдача багажа не производятся.
Сейчас остановкой «Платформа Вёртное» пользуются в основном туристы и грибники.

## Географическое положение
Участок: Сухиничи-Главные — Козелкино.
Расстояние до узловых станций (в километрах): Сухиничи-Главные — 16, Козелкино — 86.
Соседние станции (ТР4): 185300 Живодовка и 185324 280 км